# لوسامه
لوسامه (به اسپانیایی: Lousame) یک دهستان اسپانیا است.

## خصوصیات
لوسامه ۹۴٫۲۴ کیلومترمربع مساحت و ۳٬۹۱۲ نفر جمعیت دارد.